# 王磊 (1985年)
王磊（英文名:Kitty,Wang Lei，1985年7月24日—），前亞洲電視女藝人，生于哈爾濱。2005年亞洲小姐競選冠軍。2008年，王磊与亞視解約，返回中國大陸發展。王磊現活躍于商業活動。

## 綜合節目(亞洲電視)
- 2005年 亞洲小姐競選總決賽
- 2008年 亞洲小姐競選艷光愛地球 上篇及下篇

## 其他
- 2006年 舞台劇《畫魂·舞》(北京)

## 曾獲獎項
- 哈爾濱旅遊形像大使稱號
- 第20屆國際冰雪節《白雪公主冠軍》、《最佳上鏡獎》
- 第五屆職業模特兒大賽獲《黑龍江省十佳職業模特兒》稱號
- 環球洲際小姐廣東賽區亞軍
- 2005年 亞洲小姐競選-中國賽區總決賽-冠軍
- 2005年 亞洲小姐競選-中國賽區總決賽 - 最具魅力獎
- 2005年 亞洲小姐競選-冠軍
- 2005年 亞洲小姐競選 - 完美體態大獎
- 2005年 亞洲小姐競選 - 最具演藝潛質大獎